# Jerzy Szczakiel
Jerzy Szczakiel (né le 28 janvier 1949 à Grudzice, auj. quartier d'Opole et mort le 1er septembre 2020 à Opole) est un pilote polonais de speedway.

## Carrière
Durant toute sa carrière, Jerzy Szczakiel reste fidèle au club de Kolejarz Opole. C'est dans les années 1970 qu'il réalise ses plus grands succès, en 1971 il devient champion du monde par équipes avec Andrzej Wyglenda, deux ans plus tard il est sacré champion du monde en individuel,.
Après avoir terminé sa carrière, il devient entraîneur.

## Palmarès

### Speedway Grand Prixen individuel
- Médaille d'or en Speedway Grand Prix 1973.

### Speedway Grand Prixpar équipes
- Médaille d'or en Speedway Grand Prix 1971.
- Médaille de bronze en Speedway Grand Prix 1974.

### Championnat de Pologne
- Médaille d'argent aux Championnats de Pologne 1971.

### Championnat de Pologne des juniors
- Médaille d'argent aux Championnats de Pologne des juniors 1972.

### Tournoi du casque d'or
Médaille de bronze en individuel en 1971.

### Tournoi du casque d'argent
Médaille d'or en individuel en 1969.